# Порфирио Барба Хакоб

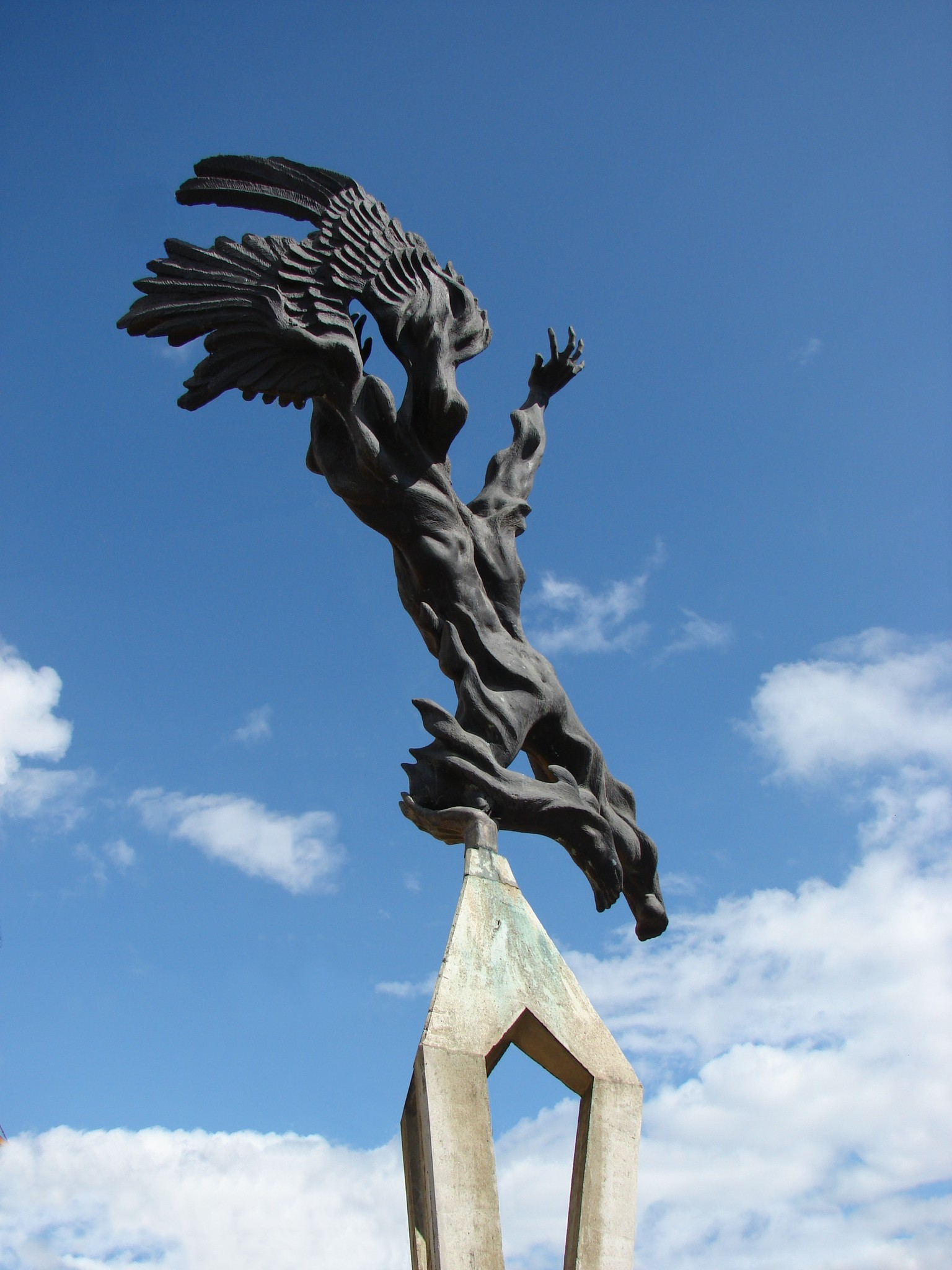
Памятник Порфирио Барба Хакобу в г. Санта-Роса-де-Осос

Миге́ль А́нхель Осо́рио Бени́тес (исп. Miguel Ángel Osorio Benítez), более известный под псевдонимом Порфи́рио Ба́рба Хако́б (исп. Porfirio Barba Jacob; 29 июля 1883, Санта-Роса-де-Осос — 14 января 1942, Мехико) — колумбийский поэт, прозаик и журналист.

## Биография

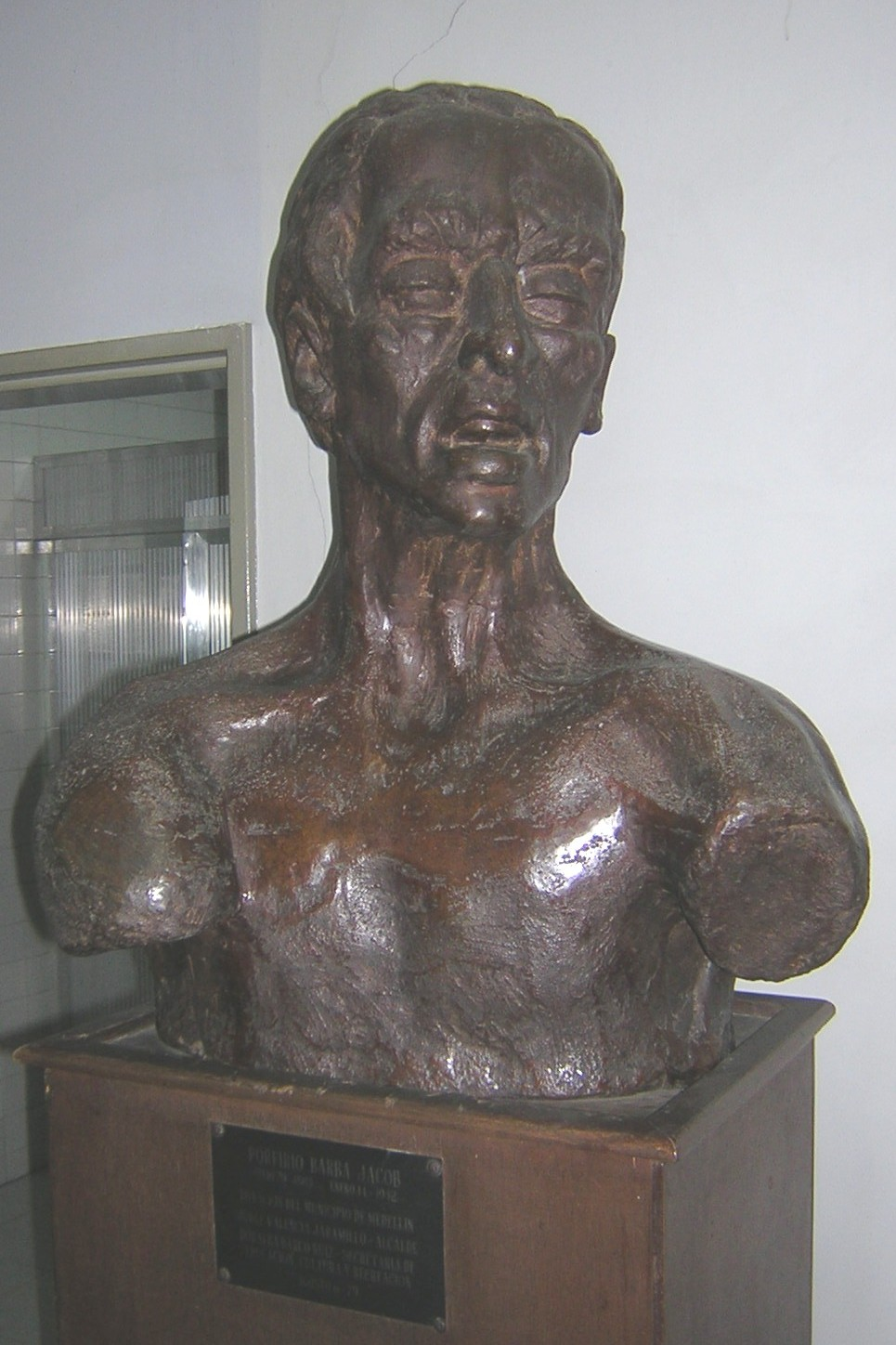
Бюст Порфирио Барба Хакоба в Публичной библиотеке г. Медельин (Колумбия)

Детство провёл в Ангостура (Колумбия). В 1895 году начал путешестввовать на Америке, сначала по Колумбии, с 1907 года — по Центральной Америке и США, в 1930 году поселился в Мехико. Путешествуя по Центральной Америке, Мексике и США, участвовал во издании многих журналов и газет. Оказывал поддержку президенту Порфирио Диасу, что привело его к бегству в Гватемалу, а затем на Кубу.
Участвовал в гражданской войне в Колумбии, затем некоторое время работал учителем.
Около 1902 года в Боготе основал и руководил литературным журналом «El cancionero antioqueño». Вскоре написал роман «Вирджиния», который так и не был опубликован, поскольку оригинал рукописи был конфискован мэром Санта-Роса-де-Осос по обвинению в безнравственности.
В 1907 года опубликовал свои первые стихи («Árbol viejo», «Campiña florida», и свою самую известную песню «Canción de la vida profunda».
В 1918 году вернулся в Мексику, где написал биографию Панчо Вилья. В Сальвадоре был обвинён в безнравственности (он был открытым гомосексуалом) и выслан за политическую подрывную деятельность в стране. В Гватемале его подозревали в убийстве.
В 1921 году был назначен заведующим Национальной библиотеки Мексики.
В 1922 году был выслан президентом Мексики Альваро Обрегоном в Сальвадор, позже отправился в Гондурас, Новый Орлеан и Кубу. В 1927 году вернулся в Колумбию и, после ряда выступлений и публикаций в колумбийском журнале El Espectador, под давлением властей вновь покинул Колумбию.
Он умер в одиночестве и нищете в 1942 году от туберкулёза. Через четыре года после его смерти, в 1946 года, правительство Колумбии вернуло его прах на родину.
Порфирио Барба Хакоб — один из самый известный поэтов Колумбии, хотя критики обвиняли его в «мрачной анархии мыслей и поведения», а также в том, что он многословен и анахроничен из-за применения странных и архаичных слов; они также писали, что вместо того, чтобы быть глашатаем восстания, его богемная жизнь стала отражением пассивного сопротивления.